# 米夏埃爾·朗格爾
米夏埃尔·朗格尔（德語：Michael Langer；1985年1月6日—）是一位奧地利足球運動員，在場上的位置是守門員。他現在效力於沙爾克04。